# Makotuku (rivière)
La rivière Makotuku  (en anglais : Makotuku River) est un cours d’eau de l’ouest de l’Île du Nord de la Nouvelle-Zélande.

## Géographie
Elle s’écoule vers le sud-ouest à partir des pentes du Mont Ruapehu et passe à travers la ville de Raetihi avant sa confluence avec la rivière Mangawhero.